# Santi Claudio e Andrea dei Borgognoni
Santi Claudio e Andrea dei Borgognoni är en kyrkobyggnad i Rom, helgad åt de heliga Claudius of Besançon och Andreas. Den är belägen vid Piazza di San Claudio i rione Trevi. Den första kyrkan på denna plats uppfördes under 1600-talets senare hälft. Denna byggnad fick dock förfalla och revs. En ny kyrka byggdes efter ritningar av Antoine Dérizet och invigdes 1731. Fasaden har två skulpturer: till vänster Sankt Andreas av Luc Bréton, till höger Sankt Claudius av Guglielmo-Antonio Grandjacquet, båda utförda 1771.
Kyrkan är en av den franska nationens kyrkor i Rom. De andra är San Luigi dei Francesi, San Nicola dei Lorenesi och Sant'Ivo dei Bretoni. 
I kyrkan vördas den helige Pierre-Julien Eymards reliker.

## Konstverk i urval
- Placido Costanzi: Den helige Claudius anförtror invånarna i Franche-Comté åt den helige Carlo Borromeo (1731)
- Antonio Bicchierai: Den evige Fadern välsignande
- Jean François de Troy: Uppståndelsen
- Louis Gentil: De heliga Andreas och Claudius anförtror invånarna i Franche-Comté åt Jungfru Maria
- Pietro Barbieri: De heliga Andreas och Claudius anförtror invånarna i Franche-Comté åt Jungfru Maria

## Bilder

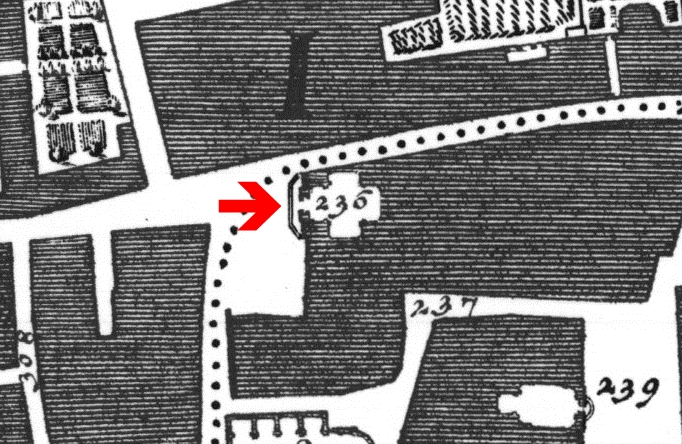
Santi Claudio e Andrea dei Borgognoni (nummer 236 vid den röda pilen) på Giovanni Battista Nollis Rom-karta 1748